# Niels Grunenberg
Niels Grunenberg (* 30. März 1975 in Berlin) ist ein deutscher Behindertensportler.

## Werdegang
Niels Grunenberg wurde am 30. März 1975 in Berlin geboren. Trotz seiner schweren Behinderung (Querschnittlähmung) widmete er sich im PSC Berlin dem Leistungssport in der Disziplin Brustschwimmen. Seine Paradestrecke waren dabei das 100-m-Brustschwimmen.
Schon bald waren seine Leistungen so gut, dass er Mitglied der deutschen Nationalmannschaft werden konnte. Bei den Europameisterschaften 2011 erreichte er den 2. Platz und wurde damit Vizeeuropameister. Bereits 2010 hatte er in der Leistungsgruppe SB 5 bei den Weltmeisterschaften den 2. Platz erschwommen.
Seit 2008 nahm er an Paralympischen Spielen teil. 2008 erreichte er den 4. Platz. Höhepunkt seiner Laufbahn waren dann die Paralympischen Spiele 2012 in London, wo er in der 100-m-Bruststrecke eine Silbermedaille gewann.
Für diesen Erfolg erhielten er und alle deutschen Medaillengewinner der Paralympischen Sommerspiele 2012 am 1. November 2012 das Silberne Lorbeerblatt.
Niels Grunenberg setzte sich privat für Belange von Behinderten ein: er startete erfolgreich gemeinsam mit dem Mitglied des Berliner Abgeordnetenhauses Tim Zeelen die Initiative, den Zugang zu einem Postamt behindertengerecht zu gestalten. Auf diese Initiative hin richtete die Post einen Fahrstuhl für Behinderte ein und ermöglichte so den barrierefreien Zugang zur Post.